# Chan Chong Ming
Chan Chong Ming (* 16. Februar 1980 in Kuala Selangor) ist ein malaysischer Badmintonspieler.

## Karriere
Bereits 1996 gewann er im Herrendoppel zusammen mit Jeremy Gan den Junioren-Weltmeistertitel.
Chan Chong Ming siegte 2002 und 2006 bei den Commonwealth Games. Er gewann ebenfalls die Japan Open 2002 und die Chinese Taipei Open 2004. 2007 war er bei den New Zealand Open erfolgreich. Bei Olympia 2004 stand er im Achtelfinale.

## Sportliche Erfolge
Herrendoppel
| Jahr                              | Wettkampf         | Ort             | Runde |
| --------------------------------- | ----------------- | --------------- | ----- |
| 2002                              |                   |                 |       |
| China Open                        |                   | Finalist        |       |
| Denmark Open                      |                   | Finalist        |       |
| Asienspiele                       | Busan, KOR        | Halbfinalist    |       |
| Commonwealth Games                | Manchester, ENG   | Sieger          |       |
| Japan Open                        |                   | Sieger          |       |
| Proton Malaysia Open              |                   | Viertelfinalist |       |
| 2003                              |                   |                 |       |
| Djarum Indonesia Open             |                   | Viertelfinalist |       |
| Badminton-Weltmeisterschaft 2003  | Birmingham, ENG   | Viertelfinalist |       |
| Dutch Open                        |                   | Viertelfinalist |       |
| 2004                              |                   |                 |       |
| Chinese Taipei Open               | Taipeh, Taiwan    | Sieger          |       |
| Singapur Open                     | Singapur, SIN     | Halbfinalist    |       |
| China Open                        | Guangzhou, CHN    | Viertelfinalist |       |
| French Open                       |                   | Halbfinalist    |       |
| 2005                              |                   |                 |       |
| Denmark Open                      |                   | Sieger          |       |
| Djarum Indonesia Open             |                   | Viertelfinalist |       |
| Badminton-Weltmeisterschaft 2005  | Anaheim, USA      | Halbfinalist    |       |
| Proton Malaysia Open              | Malaysia          | Viertelfinalist |       |
| Siam Cement Thailand Open         | Thailand          | Viertelfinalist |       |
| SEA Games                         | Philippinen       | Viertelfinalist |       |
| 2006                              |                   |                 |       |
| Korea Open                        |                   | Viertelfinalist |       |
| Chinese Taipei Open               |                   | Halbfinalist    |       |
| Proton Malaysia Open              | Kuching, MAS      | Sieger          |       |
| Singapur Open                     | Singapur, SIN     | Viertelfinalist |       |
| Commonwealth Games                | Melbourne, AUS    | Sieger          |       |
| Swiss Open                        | Basel, SUI        | Sieger          |       |
| 2007                              |                   |                 |       |
| New Zealand Open                  | Neuseeland        | Sieger          |       |
| Yonex German Open                 |                   | Viertelfinalist |       |
| Yonex Korea Open Super Series     | Seoul, KOR        | 1/16-Finale     |       |
| Malaysia Super Series 2007        | Kuala Lumpur, MAS | 1/16-Finale     |       |
| 2008                              |                   |                 |       |
| Macau Open 2008                   | Macau             | Halbfinalist    |       |
| Indonesia Super Series 2008       | Jakarta           | 2. Runde        |       |
| 2009                              |                   |                 |       |
| Macau Open 2009                   | Macau             | Viertelfinalist |       |
| Badminton-Weltmeisterschaft 2009  | Hyderabad, Indien | 1. Runde        |       |
| Sunrise India Open 2009           | Indien            | 2. Runde        |       |
| Yonex Korea Super Series 2009     | Seoul, Südkorea   | 2. Runde        |       |
| Proton Malaysia Super Series 2009 | Malaysia          | 1. Runde        |       |